# SS Tottenham
Pour les articles homonymes, voir Tottenham.
Le  cargo Tottenham (ou SS Tottenham pour les anglophones), parfois dit « le charbonnier » était un navire britannique qui s'est définitivement échoué le 2 février 1911 dans l'océan Indien sur les récifs situés au sud-ouest de l'île Juan de Nova.
Les restes de la coque et des machines y reposent encore.